# Кевін Мантей
Кевін Мантей — композитор, автор музики для фільмів, телебачення та відеоігор.
Кевін Мантей народився в Міннесоті, США. Закінчив Університет Міннесоти.
Кевін Мантей створив саундтреки для таких відеоігор, як Jagged Alliance 2, Panzer General II, Vampire: The Masquerade — Redemption, Wizardry 8, Twisted Metal: Black, Kung Fu Panda, Marvel Universe Online, Upshift Strikeracer, Xiaolin Showdown, Ultimate Spider-Man, City of Villains, The Sims 2, StarCraft: Ghost, Shrek 2, 19-ти серій Ненсі Дрю і Shark Tale.